# Torneo di Wimbledon 1919
Il Torneo di Wimbledon 1919 è stata la 39ª edizione del Torneo di Wimbledon e terza prova stagionale dello Slam per il 1919.
Si è giocato sui campi in erba dell'All England Lawn Tennis and Croquet Club di Wimbledon a Londra in Gran Bretagna. 
Il torneo ha visto vincitore nel singolare maschile l'australiano Gerald Patterson che ha sconfitto in finale in 3 set il connazionale Norman Brookes con il punteggio di 6–3 7–5 6–2.
Nel singolare femminile si è imposta la francese Suzanne Lenglen che ha battuto in finale in 2 set la britannica Dorothea Lambert-Chambers.
Nel doppio maschile hanno trionfato Ron Thomas e Pat O'Hara Wood, il doppio femminile è stato vinto dalla coppia formata da Suzanne Lenglen e Elizabeth Ryan e nel doppio misto hanno vinto Elizabeth Ryan con Randolph Lycett.

## Risultati

### Singolare maschile
Gerald Patterson ha battuto in finale  Norman Brookes con il punteggio di 6–3 7–5 6–2.

### Singolare femminile
Suzanne Lenglen ha battuto in finale  Dorothea Lambert-Chambers 10–8, 4–6, 9–7.

### Doppio maschile
Ron Thomas /  Pat O'Hara Wood hanno battuto in finale  Rodney Heath /  Randolph Lycett con il punteggio di 6–4, 6–2, 4–6, 6–2.

### Doppio femminile
Suzanne Lenglen /  Elizabeth Ryan hanno battuto in finale  Dorothea Douglass Chambers /  Ethel Larcombe con il punteggio di 4–6, 7–5, 6–3.

### Doppio misto
Elizabeth Ryan /  Randolph Lycett hanno battuto in finale  Dorothea Chambers /  Albertem Prebble con il punteggio di 6–0, 6–0